# Chelsea Football Club 2003-2004
Questa pagina contiene rosa e risultati del Chelsea Football Club nelle competizioni ufficiali della stagione 2003-2004.

## Maglie e sponsor
Lo sponsor tecnico per la stagione 2003-2004 è Umbro, mentre lo sponsor ufficiale è Emirates Airlines, recante il logo "Fly Emirates".
| Casa | Trasferta | Terza divisa |

## Rosa
| N. |                        | Ruolo | Calciatore                 |
| -- | ---------------------- | ----- | -------------------------- |
| 2  | Inghilterra (bandiera) | D     | Glen Johnson               |
| 3  | Nigeria (bandiera)     | D     | Celestine Babayaro         |
| 4  | Francia (bandiera)     | C     | Claude Makélélé            |
| 6  | Francia (bandiera)     | D     | Marcel Desailly (capitano) |
| 7  | Romania (bandiera)     | A     | Adrian Mutu                |
| 8  | Inghilterra (bandiera) | C     | Frank Lampard              |
| 9  | Paesi Bassi (bandiera) | A     | Jimmy Floyd Hasselbaink    |
| 10 | Inghilterra (bandiera) | C     | Joe Cole                   |
| 11 | Irlanda (bandiera)     | C     | Damien Duff                |
| 12 | Croazia (bandiera)     | C     | Mario Stanić               |
| 13 | Francia (bandiera)     | D     | William Gallas             |
| 14 | Camerun (bandiera)     | C     | Geremi                     |
| 15 | Paesi Bassi (bandiera) | D     | Mario Melchiot             |
| 17 | Francia (bandiera)     | C     | Emmanuel Petit             |

| N. |                        | Ruolo | Calciatore                 |
| -- | ---------------------- | ----- | -------------------------- |
| 18 | Inghilterra (bandiera) | D     | Wayne Bridge               |
| 19 | Inghilterra (bandiera) | C     | Scott Parker               |
| 20 | Argentina (bandiera)   | C     | Juan Sebastián Verón       |
| 21 | Argentina (bandiera)   | A     | Hernán Crespo              |
| 22 | Islanda (bandiera)     | A     | Eiður Guðjohnsen           |
| 23 | Italia (bandiera)      | P     | Carlo Cudicini             |
| 26 | Inghilterra (bandiera) | D     | John Terry (vice-capitano) |
| 27 | Cipro (bandiera)       | C     | Alexis Nicolas             |
| 29 | Germania (bandiera)    | D     | Robert Huth                |
| 30 | Danimarca (bandiera)   | C     | Jesper Grønkjær            |
| 31 | Italia (bandiera)      | P     | Marco Ambrosio             |
| 32 | Finlandia (bandiera)   | A     | Mikael Forssell            |
| 34 | Scozia (bandiera)      | P     | Neil Sullivan              |